# Root (Szwajcaria)
Root – miejscowość i gmina w środkowej Szwajcarii, w kantonie Lucerna, w okręgu Luzern-Land. Leży nad rzeką Reuss.

## Demografia
W Root mieszka 5 395 osób. W 2021 roku 27,4% populacji gminy stanowiły osoby urodzone poza Szwajcarią. 

## Transport
Przez teren gminy przebiegają autostrada A14 oraz droga główna nr 4.